# Llagosta comuna
La llagosta comuna (Palinurus elephas) és una espècie de crustaci decàpode de la família Palinuridae, la llagosta més freqüent al Mar Mediterrani i molt apreciada en gastronomia.

## Altres noms
Altres noms són llagosta europea, llagosta mediterrània i llagosta vermella.

## Taxonomia
Descrita per Fabricius el 1787, va ser classificada com a Palinurus vulgaris per Latreille (1804), i com a Palinurus quadricornis per Grube (1861). Posteriorment es va comprovar que eren la mateixa espècie.

## Característiques
Els exemplars de Palinurus elephas poden arribar fins a 60 cm de llargada, però habitualment no passen dels 40 cm, i es troben a la part oriental de l'oceà Atlàntic, des del sud de Noruega al Marroc, i també al Mar Mediterrani, excepte en l'extrem oriental.

## Història natural
Viuen en costes rocoses per davall de la zona de marea. Són nocturnes i s'alimenten de cucs petits, crancs o animals morts, i durant el dia s'amaguen entre les roques o en coves. Presenten una fase larval especialitzada en la dispersió anomenada larva fil·losoma.

## Gastronomia
Molt apreciada gastronòmicament, es pesca en tot el Mar Mediterrani, i menys intensivament a les costes atlàntiques d'Espanya, Portugal, França i Anglaterra. El plat més conegut és la caldereta de llagosta i té un especial reconeixement la que es pot menjar en els ports menorquins de Fornells i Ciutadella, o en els mallorquins d'Alcúdia, Cala Rajada i Andratx.